# Projektování informačního systému
Informační systém (IS) je soubor lidí, technologických prostředků a metod, které zabezpečují sběr, přenos, zpracování a uchování dat za účelem tvorby prezentace informací pro potřeby uživatelů.
Příkladem informačního systému může být kartotéka, telefonní seznam, kniha došlé pošty nebo účetnictví. Systém nemusí být nutně automatizovaný pomocí počítačů a může být i v papírové podobě.
Informacemi míníme sdělení, které odstraňuje nejistotu nebo nevědomost, daty míníme jakékoli zaznamenané poznatky či fakta. Jako zvláštní pojem zde vystupuje také znalost představující zobecnění poznání určité části reality. Informaci je možno také chápat jako data s nějakým přidaným významem (data + význam).
Informace je údaj (množné číslo data), ke kterým si člověk přiřadí význam.
Již dlouho je jasné, že hospodářství vyspělých zemí netáhnou jen hmotné výrobky, ale také informace, znalosti a nové technologie. To si uvědomují i podniky a instituce, což napomáhá k rozvoji IS.

## Projektování IS
Existuje mnoho studií a metodik používaných při tvorbě IS, například:
- procesně orientované přístupy (DeMarco, Gane/Sarson – velký důraz na DFD)
- datově orientované přístupy (Warnier/Orr – rozšíření o stavové diagramy)
- kombinace obou metod (tzv. Yourdonova metoda)
- strukturované metody (STC, JSP, JSD)

Organizace řízení tvorby a návrhu systému má zpravidla tyto fáze:
- úvodní studie,
- rozbor zadání,
- analytické modelování,
- systémový design,
- objektový design,
- implementace,
- zkušební provoz,
- nasazení.

### Návrh
Hlavním artefaktem jsou případy užití (nebo také modely jednání, angl. use cases). Základními prvky jsou: aktér, scénář a impuls-reakce (zpráva). Případy užití je možno, podobně jako v softwarovém inženýrství, rozšiřovat či generalizovat.
Model spolupráce je dalším artefaktem, který vzniká na základě případů užití. Hledáme zde první náznaky tříd, odpovědností a vztahů. To pak ústí v objektový model, který již přesně zachycuje celý systém, vztahy mezi objekty či hierarchii dědění.
Funkční model poskytuje kontrolní pohled na vytvářený systém. De facto standardem je zde DFD, jež poskytuje snadné grafické vyjádření propojitelné s datovým modelem. DFD obsahují:
- aktéry (obdélník) – například osoba, instituce, jiný systém a podobně,
- datové sklady (obdélník se zaoblenými rohy bez pravé strany) – uchovává data,
- procesy (obdélníky se zaoblenými rohy) – manipulují s daty, jsou algoritmy,
- a konečně datové toky (šipky) – předávání datových záznamů.

DFD model je hierarchický, to znamená, že procesy se dají postupně zjemňovat. Každý proces tedy obsahuje „vnořený“ diagram, a tak dále až po takzvané listové procesy, které jsou atomické (nedělitelné). Každý proces v DFD obsahuje textový popis (například pseudokód, přirozený jazyk, různé podmínky a podobně), popis omezení (constraints) a také dodatečné informace (např. možnosti optimalizace).
Dynamický model přispívá k pochopení změn v systému. Možné popisy jsou například slovní scénáře, grafické scénáře (např. sekvenční diagramy), mapy událostí (jeden diagram na celý systém) nebo stavové diagramy a tabulky. Samostatnou kapitolou jsou pak ER-diagramy, které zachycují datový model.

### Architektura
Velmi důležitým hlediskem je volba architektury. Téměř výhradně se používá 3vrstvá architektura:
- presentační (interakce s uživatelem),
- funkční (vlastní aplikace, bezpečnost, propojení se světem, kontrola, …),
- datová (vlastní data).

Důležitá je i bezproblémová integrace IS, která má dvě hlediska: vnitřní, kde jde o proškolení pracovníků, nastavení prostředí a podobně, a vnější, kde se jedná zejména o zákazníky a dodavatele. Je nutné si uvědomit, že zadavatel implementace IS bude hledět na:
- základní údaje (nejen samotného IS, ale také dodavatele, cenu),
- architekturu (zdali mu bude vyhovovat),
- reference (po ČR i ve světě),
- provozní prostředí (databázová platforma),
- vývojové prostředí (CASE nástroje),
- dokumentace, jazyková podpora,
- doplňující služby (podpora, školení),
- standardy, specifikace, certifikace (audity, ISO-9000),
- flexibilita (možnost přizpůsobení).

### Implementace
Implementaci informačního systému předchází většinou důkladná analýza požadavků firmy i samotných procesů, které se ve společnosti používají. Většina systémů se implementuje jako tzv. datové sklady, což je architektura (obvykle založená na SŘBD), jež transformuje operativní data do jiné podoby, u které se bere ohled například na čas a rychlost následných dotazů. Tato data se nemění, mohou se transformovat z více zdrojů (např. od dodavatelů) a jsou aktualizována v časových intervalech. Nad nimi se dělají statistiky či analýza. To je poslední fáze – OLAP (Online Analytical Processing).
Opakem DW jsou OLPT (Online Transaction Processing Systems), které jsou často přirovnávány k „výrobě“ podniku, DW pak ke „skladování“ výrobků, následně OLAP systémy jsou pak jakýmsi „prodejem“.
Je zřejmé, že OLAP systémy jsou rozšířením OLTP systémů, také jejich návrh je složitější. Je zde použitá tzv. multidimenzionální architektura. Další dimenzí je zde čas, oblast či obchodník. OLAP systémy jsou tak specifické, že se v nich může porušovat například normalizace a data jsou v těchto systémech velmi řídká.
Systémy OLAP jsou implementovány buď nad relačními databázemi, nebo nad speciálními (zejména objektovými) OLAP databázemi. Z dnešních systémů jmenujme například Intersystem Caché nebo Oracle OLAP.

### Aktuální trendy
K aktuálním trendům v oblasti informačních systémů patří využití technologie cloudu, implementace podpory sociálních sítí (typicky do takzvaných sociálních CRM), komoditizace Business Intelligence, která má být dostupná co nejširšímu okruhu uživatelů, a zajištění mobilního přístupu k informačním systémům. V tuzemsku je dalším významným trendem i snaha o větší integraci podnikových informačních systémů s dalšími subsystémy v rámci podnikového IT.